# بیربئک
شهر بیربئک (به فرانسوی: Bierbeek) در ناحیه اداری لوان در استان فلومیش بربان در منطقه فلاندری در کشور بلژیک واقع شده‌است.